# Three (Nieuw-Zeeland)
Three is een commerciële televisiezender in Nieuw-Zeeland. De zender is sinds 26 november 1989 in de lucht en is eigendom van het Canadese CanWest Global Communications, dat het station kocht nadat het failliet ging als onafhankelijke zender. Naast TV3 beheert het bedrijf ook C4 Nieuw-Zeeland (muziek) en het satellietkanaal voor onroerend goed Property TV.
Het was het eerste niet-publieke netwerk in Nieuw-Zeeland. Na een periode van lage kijkcijfers kreeg het station bekendheid door de nieuwsverslaggeving over de Golfoorlog, die beter werd beoordeeld dan die van de overheidszender.
Het televisienetwerk zendt in 2005 Amerikaanse shows zoals 60 Minutes, CSI:Crime Scene Investigation en The Simpsons uit, naast een aantal Australische shows. Een aantal in Nieuw-Zeeland geproduceerde shows vullen de rest van de tijd. De zender heeft ook de free-to-air uitzendrechten op de Rugby Union-wedstrijden.